# 全国年金受給者団体連合会
全国年金受給者団体連合会（ぜんこくねんきんじゅきゅうしゃだんたいれんごうかい，略称：全年連）とは、日本の年金受給者が構成する組織。高齢者が会員の主体を占めている。全国有数規模の年金受給者の利益団体であり、加盟組織の上位団体という意味では年金受給者団体のナショナルセンターにあたる。
各地域の都道府県年金受給者団体が加盟しており、その連合体の中央組織として全国年金受給者団体連合会が位置している。機関紙は『全年連だより』（年3回発行）。
1972年に各地で誕生した年金受給者の団体を糾合する形で全国厚生年金受給者団体連合会（ぜんこくこうせいねんきんじゅきゅうしゃだんたいれんごうかい，略称：全厚連）が誕生した。その後、2010年に今の名称へ変更した。老齢年金の受給者が主であるが遺族年金や障害年金の受給者も会員になることができる。
国会議員ならびに関係省庁等に対して年金受給者の利益を守るために陳情活動を行うことが主な事業である。
他に会員への社会保障講座を実施したり、生きがいや趣味の講座を通しての親睦会の開催の支援などもしている。会員に対して旅行会社等への割引サービス、葬儀支援サービス、保険の会員特典サービスなども行っている。
顧問には尾辻秀久（元厚生労働大臣，自民党所属の参議院議員）や元厚生事務次官の吉原健二が就任している。
出典。